# William Rémy
William Rémy (Courbevoie, 4 de abril de 1991) é um futebolista profissional francês que atua como defensor.

## Carreira
William Rémy começou a carreira no Lens.